# 伊尔扎克
伊尔扎克（法語：Illzach，法語發音：[ilzak] ⓘ），法国东北部城市，大东部大区上莱茵省的一个市镇，隶属于米卢斯区，其市镇面积为7.5平方公里，2022年1月1日时人口数量为15,115人，在法国城市中排名第665位。
伊尔扎克位于上莱茵省南部，米卢斯市区东北，是米卢斯的一个近郊卫星城。

## 地名来源
“伊尔”一名来源于流经此地的伊尔河，而“扎克”则为拉丁语词缀“acum”的日耳曼语转写，意为“地点”。
“Illzach”在阿尔萨斯语中被写作“Ìllzig”。

## 历史
高卢-罗马时期，伊尔河附近形成了一个名为“Uruncis”的村落，一条罗马大道由此通过。公元四世纪后，当地人口数量略有增加。公元835年，当地出现了一处领主宅邸。1437年，伊尔扎克以及相邻的莫德奈姆（Modenheim）被米卢斯共和国吞并。此后，阿尔马尼亚克、奥地利、洛林、瑞典及西班牙人均曾妄图攻下伊尔扎克和整个米卢斯。法国大革命结束后，米卢斯共和国进行全民公投，最终成为法兰西共和国的一部分，成为下莱茵省的一个副省会。1798年，伊尔扎克从米卢斯当中分离而出，成为一个独立的市镇。二战后，随着米卢斯的城市扩张，伊尔扎克人口数量快速上升，出现了大量现代居民区。

## 地理

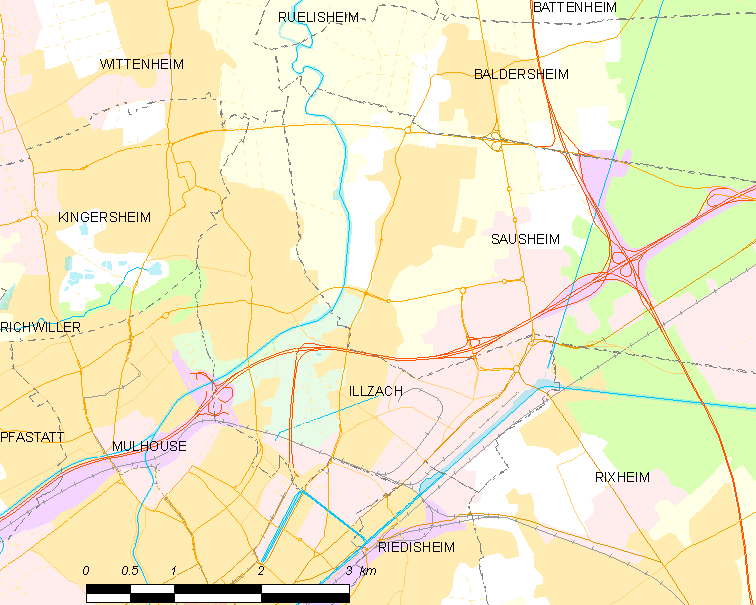
伊尔扎克市镇范围地图

伊尔扎克位于法国东北部，大东部大区东部和上莱茵省南部，距离省会科尔马大约38公里。与伊尔扎克接壤的市镇包括：维特奈姆、里克赛姆、里迪赛姆、米卢斯、京格赛姆、索赛姆。

### 地形
伊尔扎克位于莱茵河左岸平原腹地，境内地势平坦，全境海拔在228到237米之间。

### 水文
伊尔河自西南向东北流经境内，市镇中心位于河流左岸；另有夸特尔河以及人工开凿的罗讷河—莱茵河运河流经市区东部。属于莱茵河水系。

### 植被
伊尔扎克属于温带阔叶混交林区，境内的林地主要分布于河流两岸。
在鲜花城市的评比中，伊尔扎克被评为3星级鲜花城市。

### 气候
伊尔扎克在柯本气候分类法中属于温带海洋性气候。

## 行政区划
伊尔扎克是法国大东部大区上莱茵省的一个市镇，编号为68154。伊尔扎克隶属于米卢斯区、上莱茵省第六选区和米卢斯第三县，同时也是米卢斯城市圈公共社区的组成部分。
法国国家统计与经济研究所（简称）在进行数据统计时，将伊尔扎克及相邻的另外19个市镇设为米卢斯城市核心区，并将包括核心区在内的周边共60个市镇划为米卢斯城市区。自2020年起，米卢斯城市区被包含132个市镇的米卢斯城市辐射区代替。此外，还将伊尔扎克市镇分为了7个“块区”（IRIS），以便于统计人口分布情况。

## 交通

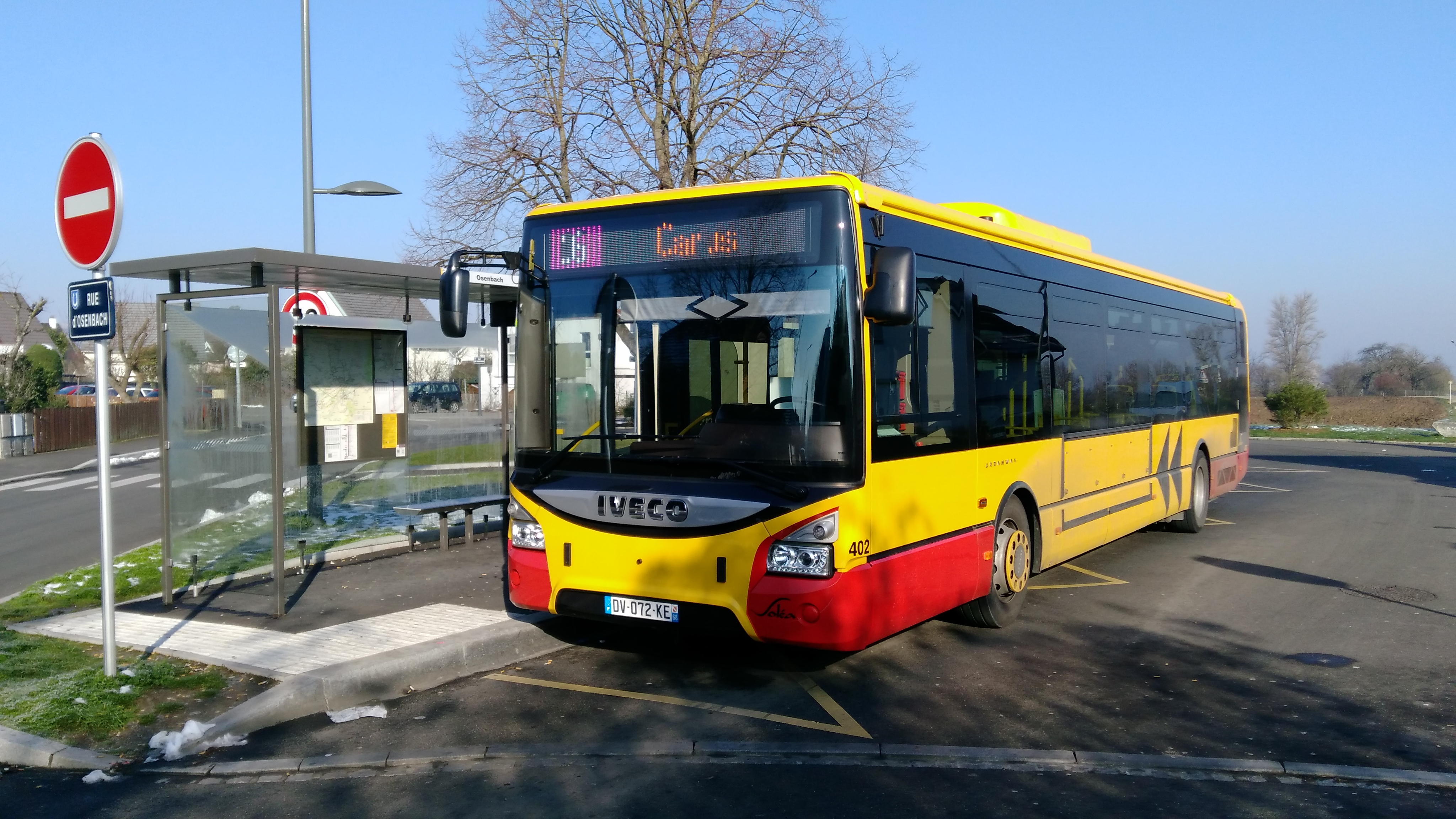
途径伊尔扎克的米卢斯公交

### 公路
A36高速公路经过伊尔扎克市区南部，并设有一处出入口向南连接米卢斯市区；此外多条上莱茵省省道在伊尔扎克境内交汇。
2017年，77.4%的伊尔扎克家庭拥有至少一辆私人汽车。2019年，伊尔扎克境内共发生各类交通事故3起，造成5人受伤。

### 铁路
距离伊尔扎克最近的客运铁路车站为米卢斯城站，此外亦有工业货运专线铁路连接伊尔扎克境内。

### 航空
距离伊尔扎克最近的民用航空站为巴塞尔-米卢斯-弗赖堡欧洲机场，距离伊尔扎克市中心的公路里程约31公里。

### 城市公共交通
伊尔扎克是米卢斯城市公共交通（商业名称为）的覆盖范围，后者是米卢斯城市圈公共社区的城市公共交通系统。截至2021年6月，该系统共包括三条有轨电车线路和数十条公交线路，其中公交9路、12路、15路、16路等经过伊尔扎克市镇范围内。

## 政治

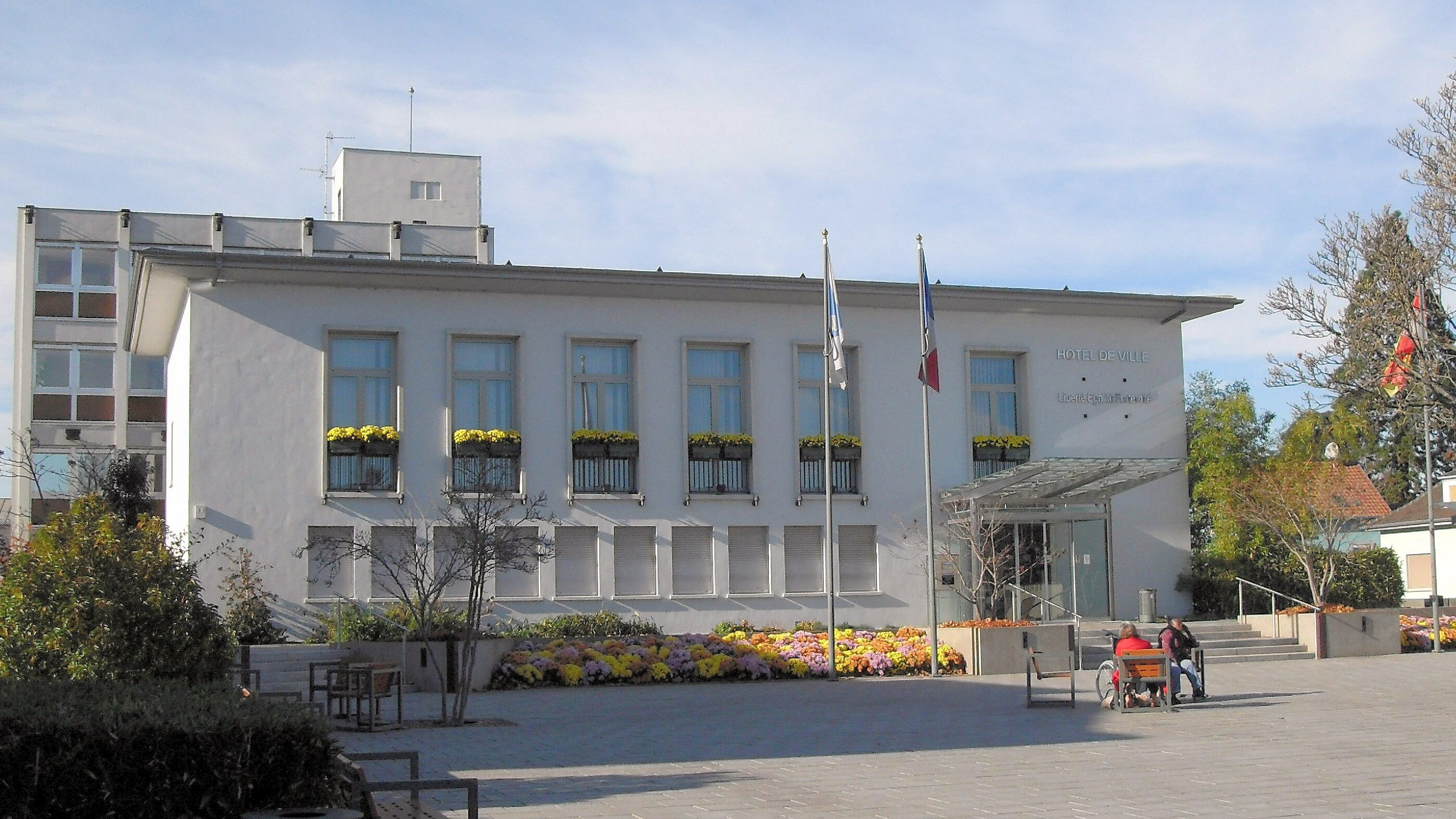
伊尔扎克市政厅

伊尔扎克的现任市长为让-吕克·席尔德克内希特先生（Jean-Luc Schildknecht），他是一名右翼无党派人士，在2020年的市政选举中获得了100%的支持率（没有其他候选人）。
在2017年的法国总统大选中，法国第25任总统埃马纽埃尔·马克龙在伊尔扎克获得了60.53%的支持率。

## 人口
2018年，伊尔扎克市镇人口数量为14,680，在法国排名第665位。其中男性7,128人，女性7,563人，75岁及以上人口占8.3%，外籍人口数量为2,837人，人口密度为1,957人/平方公里，当地居民被称为（男性）或（女性）。2019年，伊尔扎克境内出生153人，死亡人口114人。
| 年份   | 1946  | 1954  | 1962  | 1968   | 1975   | 1982   | 1990   | 1999   | 2006   | 2011   | 2016   | 2018   |
| ------ | ----- | ----- | ----- | ------ | ------ | ------ | ------ | ------ | ------ | ------ | ------ | ------ |
| 人口數 | 3,205 | 3,840 | 6,688 | 10,575 | 14,988 | 15,396 | 15,485 | 14,947 | 15,015 | 14,679 | 14,545 | 14,680 |

## 经济
伊尔扎克是米卢斯的一个近郊卫星城，截至2021年6月，当地共有各类用人单位1,825家，平均历史为15年，其中96.71%为中小型企业（PME）。（汽车销售）、（纸业）及（汽车销售）是当地2019年营业额最高的三个企业，分别为48,703,287欧元、41,041,435欧元和23,773,577欧元。

## 财政收入
2019年，伊尔扎克的财政收入总额为16,603,300欧元，财政支出总额为13,273,700欧元，当年的债务总额为7,312,840欧元。2020年，伊尔扎克共获得901,765欧元的国家财政补助，比上一年减少了0.04%。
2017年，伊尔扎克的人均月收入总额为1,929欧元，其中高级职员为3,472欧元，低于法国平均水平（4,214欧元）；中级职员为2,248欧元，低于法国平均水平（2,353欧元）；普通职员为1,606欧元，亦低于法国平均水平（1,690欧元）。
2017年，伊尔扎克境内的青壮年（15至64岁）失业率为19.1%，当地49.5%的家庭拥有纳税资格，平均纳税2,484欧元，低于法国平均水平（3,888欧元）。

## 社会事务

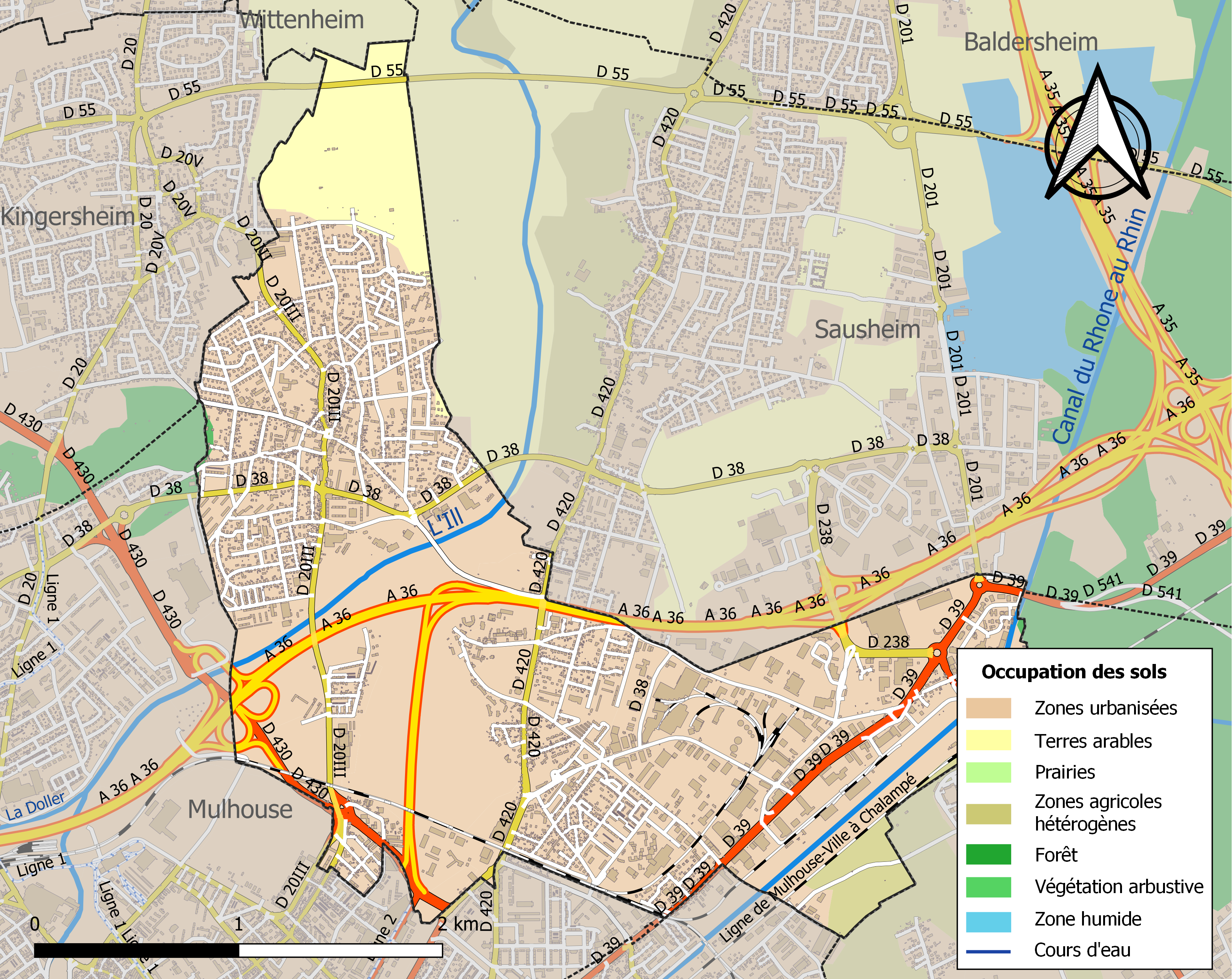
伊尔扎克土地利用情况地图

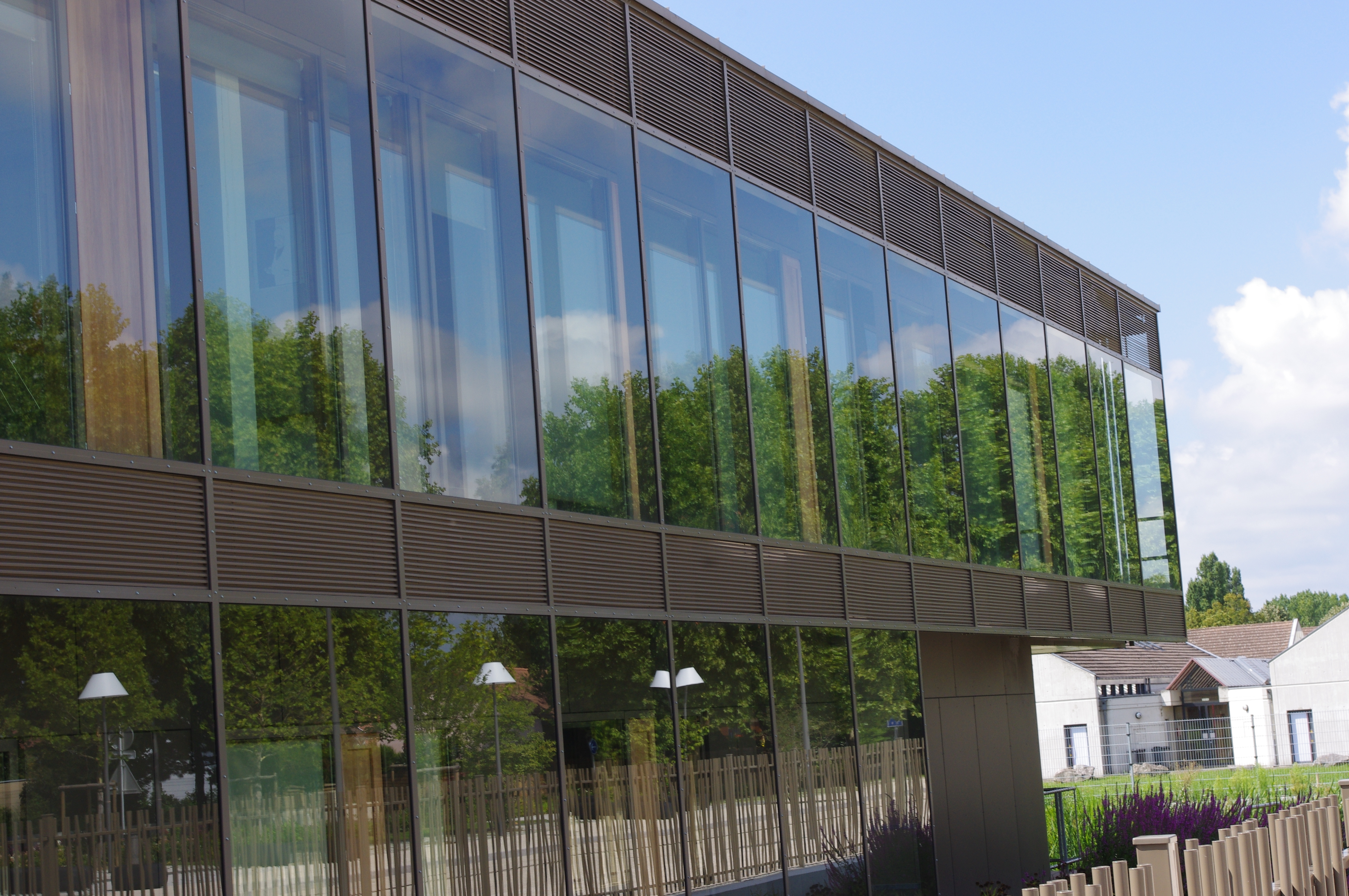
伊尔扎克的一所初级中学

### 教育
伊尔扎克属于斯特拉斯堡学区。截止2019年1月1日，伊尔扎克境内共有7所幼儿园、7所小学、2所初级中学和1所普通高中。2018至2019学年度，伊尔扎克境内共有在校中等教育阶段学生1,506名。

### 医疗
截止2019年1月1日，伊尔扎克境内共有全科医生13名、保健师9名、牙医6名、护士13名和皮肤科医生1名。境内共有药房4家、养老院2家、残疾人帮扶中心2家。
伊尔扎克是“米卢斯地区-南部阿尔萨斯医疗集团”（Groupe Hospitalier de la région de Mulhouse et Sud Alsace）的服务范围，后者是法国的一个区域性医疗机构，其主病区位于米卢斯境内，距离伊尔扎克市区的正常车程在15分钟左右，是当地规模最大的公立综合性医院。

### 住房
2017年，伊尔扎克境内共有各类住房6,695套，其中33.7%为独立式居民区，65.8%为集中式居民区。常住房屋占伊尔扎克市镇范围内居民建筑总量的89.0%。
在住房保障政策方面，2017年，伊尔扎克境内共有1,330户家庭获得了住房经济补助，受益人数占总人口数量的9.1%，其中1,147份为房租补助。

### 商业
2019年，伊尔扎克境内共有各类实体商铺370家，其中餐厅35家、大型超市8家、杂货店2家、面包房8家、肉铺5家、书店2家、装饰品店4家、银行门店5家、美容美发店26家、汽车维修店45家。市区东南部建有大型开放式商业街区。

### 体育
2019年，伊尔扎克境内共有2家游泳池、4间体育馆、1座综合体育场、6处网球场、6处足球或橄榄球场以及3处篮球或排球场。
截至2021年6月，伊尔扎克境内共有五家注册足球俱乐部，其中伊尔扎克莫德奈姆体育联盟是当地的代表性足球队，成立于1932年，2021至2022赛季参加大东部大区足球联赛。

### 环境
伊尔扎克的环境事务由其所属的公共社区负责。2019年，伊尔扎克境内共有5家污染企业。

### 治安
2019年，伊尔扎克市镇范围内有1处宪兵队。
2014年，伊尔扎克及附近地区共发生各类案件4,215起，其中盗窃类案件2,884起，经济类案件380起，毒品交易类案件132起。

## 文化
2019年，伊尔扎克境内暂无任何文化设施。伊尔扎克市政府提供多媒体中心，向公众全年开放。

### 建筑
伊尔扎克境内有多处历史建筑，其中圣让巴蒂斯德教堂（Église Saint-Jean-Baptiste d'Illzach）是法国国家文物保护单位。

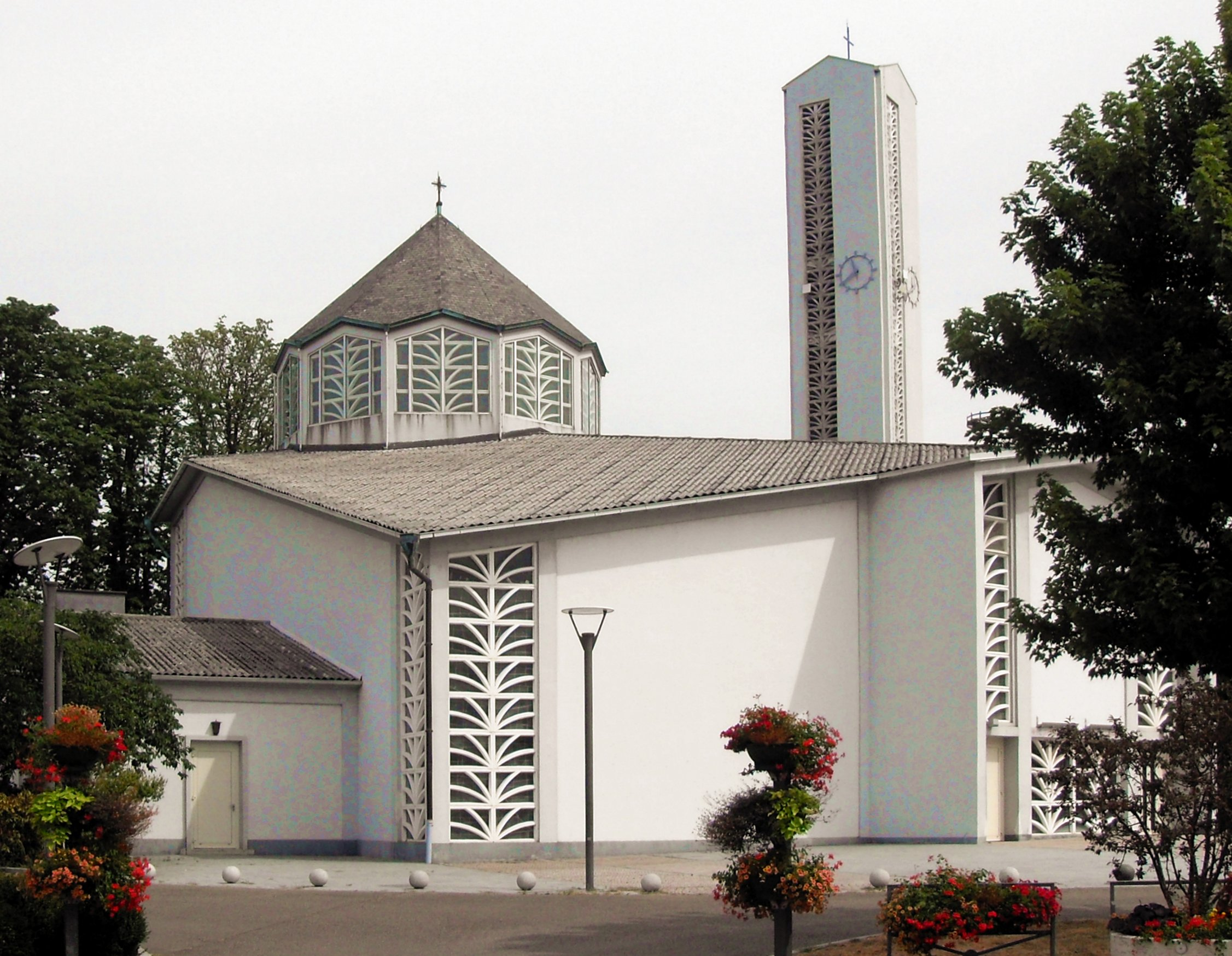
圣贝尔纳教堂
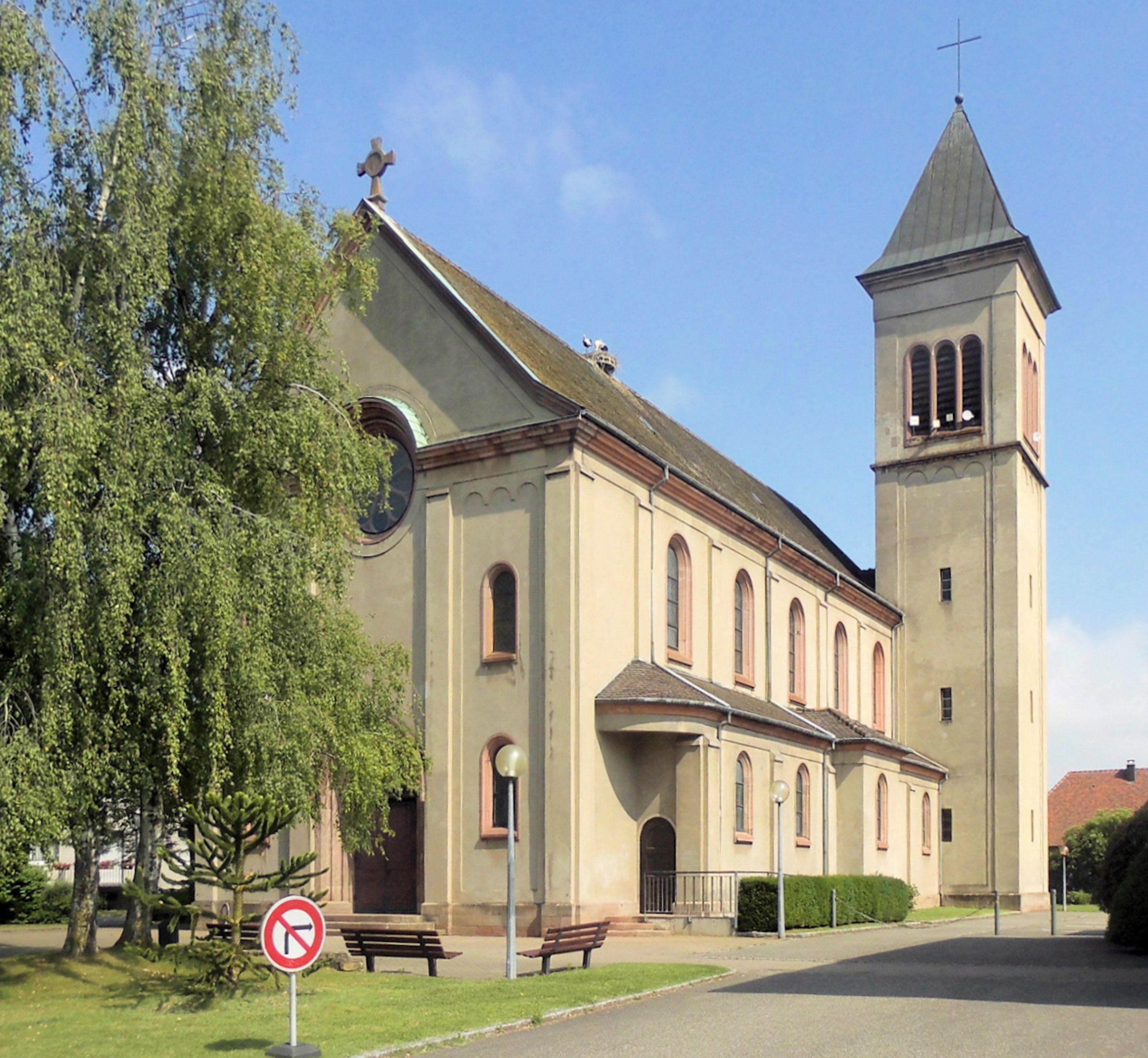
圣让巴蒂斯德教堂
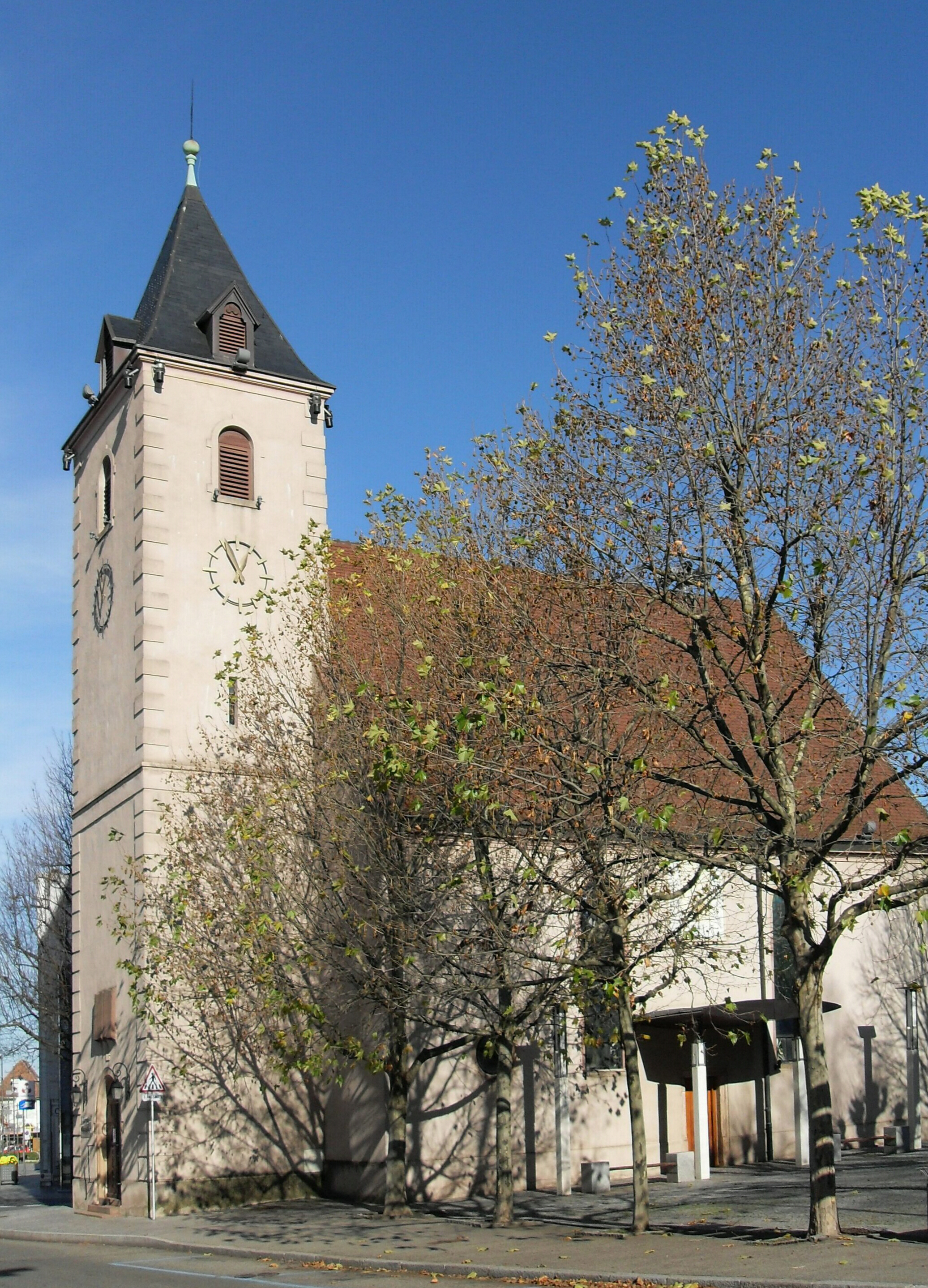
新教教堂
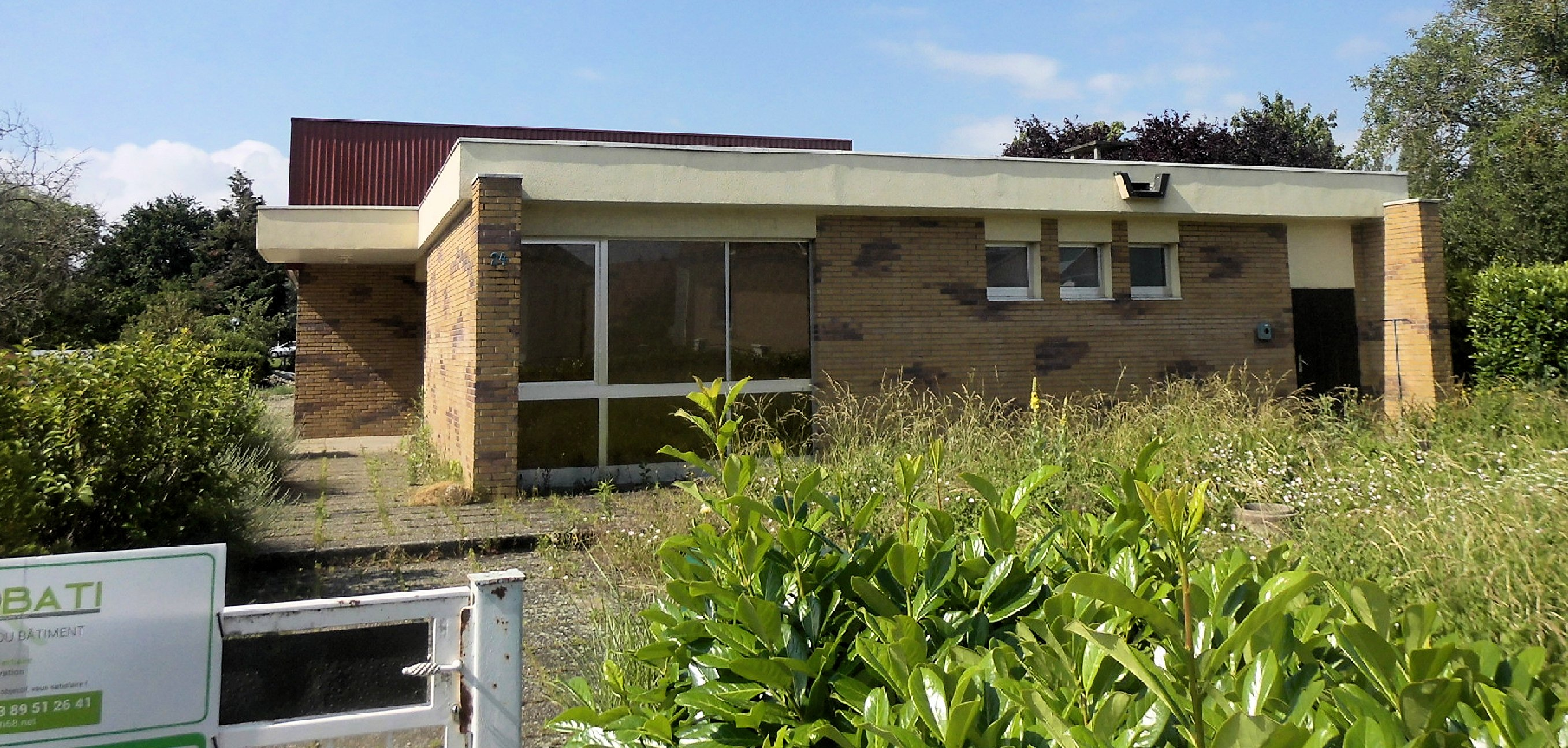
新神教堂
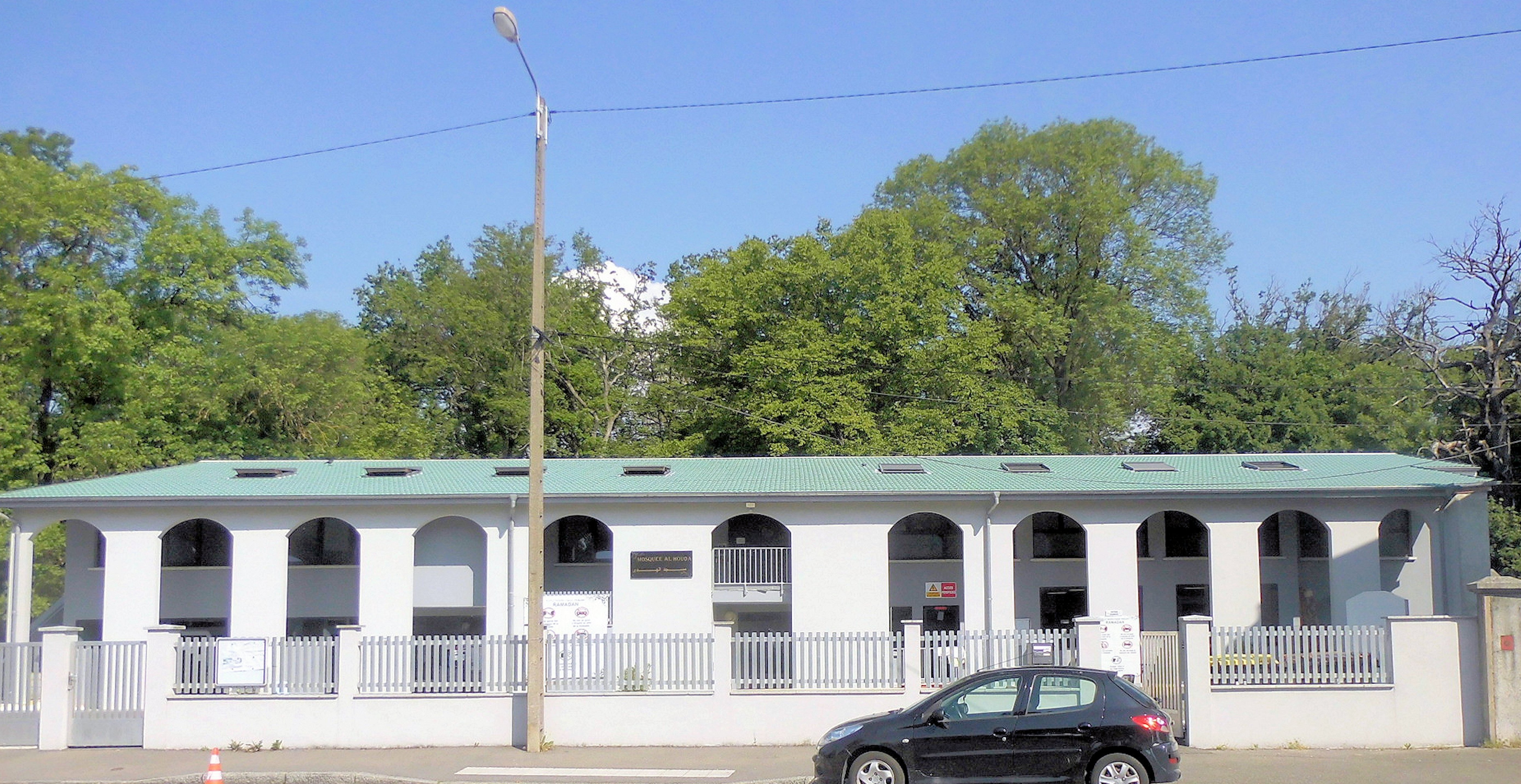
大清真寺
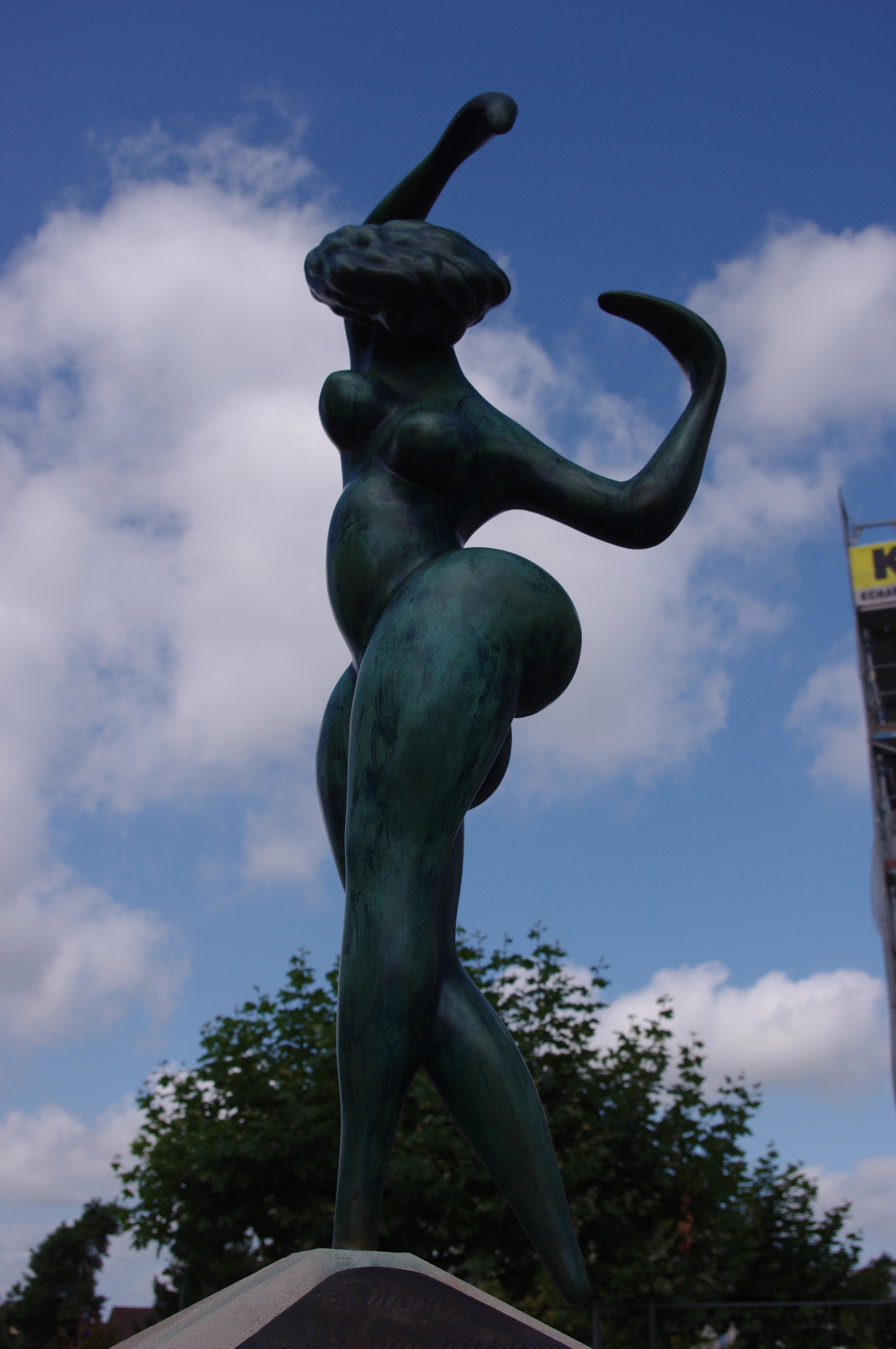
塔莉娅雕塑

### 旅游
伊尔扎克的旅游事务由其所属的公共社区负责。2020年，伊尔扎克境内共有3家酒店共计160间房间。

### 媒体
法国主要的媒体均可在伊尔扎克接收，法国电视三台下属的大东部大区频道在部分时段播出伊尔扎克所属区域的地方新闻。

## 友好城市
截至2021年6月，伊尔扎克暂未建立任何友好城市关系。